# 布達鄉 (布澤烏縣)
45°30′N 26°54′E / 45.500°N 26.900°E
布達鄉（羅馬尼亞語：Comuna Buda, Buzău），是羅馬尼亞的鄉份，位於該國東南部，由布澤烏縣負責管轄，面積44平方公里，海拔高度280米，2007年人口3,133，人口密度每平方公里71人。